# 25 juin 2005
Le samedi 25 juin 2005 est le 176e jour de l'année 2005.

## Décès
- Alain Guillerm (né le 9 avril 1944), historien français
- John Fiedler (né le 3 février 1925), acteur américain
- Kâzım Koyuncu (né le 7 novembre 1971), chanteur turc
- Pierre Lelièvre (né le 28 avril 1903), bibliothécaire et historien français
- Salim Halali (né le 30 juillet 1920), musicien algérien
- Suorun Omolloon (né le 14 septembre 1906), dramaturge russe

## Événements
- Iran : l'ultra-conservateur Mahmoud Ahmadinejad a remporté l'élection présidentielle, une victoire dont ses proches ont comparé l'ampleur à celle d'un « tsunami » et qui risque de bouleverser la face de l'Iran et ses relations avec l'Occident. Il a recueilli plus de 61 % de la quasi-totalité des bulletins dépouillés.
- Grèce : un car de retraités se renverse faisant 3 morts et 4 blessés graves.
- France :
  - Diffusion du 1er épisode de Lost sur TF1,
  - Finistère : deux morts dans l'incendie d'une maison à Loctudy.
- Bulgarie : l'opposition socialiste a remporté les élections législatives sans pour autant bénéficier de la majorité absolue. Avec 97,50 % des bulletins dépouillés, les socialistes recueillent 31,17 % des voix, tandis que le parti du Premier ministre sortant, l'ancien roi Siméon de Saxe-Cobourg-Gotha est loin derrière avec 19,91 %.
- Kenya : au moins 49 personnes sont mortes après avoir consommé de l'alcool frelaté contenant du méthanol.
- Italie :
  - la vague de chaleur qui touche le pays depuis plusieurs jours a fait 2 morts.
  - Création de Démocratie chrétienne pour les autonomies
- Création du logiciel QuteCom
- Fin de la série télévisée Ultraman Nexus
- Création de Wikipédia en võro, une langue estonienne